# BSA M-serie 500 cc
De BSA M-serie 500 cc was een serie motorfietsen die het Britse merk BSA produceerde van 1937 tot 1963. Er was nog een serie met de letter M, de BSA M-serie 600 cc, die van 1933 tot 1963 werd geproduceerd. 

## Voorgeschiedenis
BSA had in 1924 de 500cc-Model S-serie geïntroduceerd, aanvankelijk met alleen zijkleppers, maar vanaf 1927 ook met kopkleppers. Er waren staande eencilinders maar ook slopers, allemaal met een boring van 80 mm en een slag van 98 mm. In 1932 volgde de BSA W-serie met meer "vierkante" (85 × 88 mm) motoren. In deze serie vond men al de luxe en sportieve W32-7, W33-8, W34-9 en W35-8 Blue Stars en de nog snellere W33-9, W34-10 en W35-9 Specials. In 1936 was van deze serie alleen de W6-zijklepper nog over. De kopkleppers vond men in de Q-serie, met nog steeds de Q21 New Blue Star, maar ook al diens opvolger, de BSA Q8 Empire Star. In 1936 was David Munro al begonnen met het maken van nieuwe ontwerpen, maar in dat jaar kwam Valentine Page over van Triumph en hij richtte zich niet alleen op nieuwe motorblokken, maar veranderde ook de modelaanduiding. De 250cc-modellen waren tot dat moment samengebracht in de 250cc-B-serie, de 350cc-modellen in de R-serie, de 500cc-modellen in de W- en Q-series en de 600cc-modellen in de M-serie. Page gaf de 350cc-modellen nu ook de aanduiding "B" (BSA B-serie 350 cc) en de 500cc-modellen kregen de net als de 600cc-modellen de aanduiding "M". 

## BSA M-serie
Hoewel Val Page in 1939 weer naar zijn oude werkgever Ariel terugkeerde drukte hij met zijn nieuwe motorontwerpen een stempel op de toekomstige BSA-modellen. Tot 1960 bleven de 350- 500- en 600cc-modellen de kenmerken van zijn ontwerpen vertonen. De simpelste van zijn ontwerpen, de M20 zijklepper, bleef ondanks zijn beperkte vermogen van 13 pk tot 1963 bestaan. Van de afgeleide militaire W-M20 werden ruim 125.000 exemplaren gebouwd, niet alleen voor het Britse leger, maar ook voor Australië, India, Zuid-Afrika en Zweden. 
Page ging terug naar de lange slag-motoren. Al zijn 500cc-modellen kregen een boring van 82 mm en een slag van 94 mm. Het gaf hem de mogelijkheid om de verbrandingsruimte van de zijkleppers klein te houden, maar kostte vermogen van de kopkleppers. Desondanks reed Wal Handley met Page's M23 Empire Star op Brooklands een rondegemiddelde van meer dan 100 mijl per uur (107,57 mph), wat BSA een Gouden Ster opleverde. Dat was de basis voor de BSA Gold Star. 
De M-serie kende twee "buitenbeentjes": de BSA M19 De Luxe (1937-1938) een 350cc-model dat in plaats van de 350cc-B-serie met een boring/slagverhouding van 71 × 88 mm een verkleinde M-motor met een boring/slagverhouding van 68,8 × 94 mm had en de BSA M33 (1949-1957) die een BSA B33-kopklepmotor in een M-serie frame kreeg. 

### M-serie zijkleppers

#### BSA M20 Tourer
De M20 Tourer volgde in 1937 de W6 op. Er waren grote verschillen. De W6 had een dubbel wiegframe, een boring/slagverhouding van 85 × 88 mm, de olie van het dry-sump-smeersysteem zat in een apart compartiment aan de voorkant van het carter en de magdyno die voor de ontsteking en de stroomvoorziening zorgde zat voor de cilinder. Dat werd bij de M20 Tourer allemaal veranderd. De M20 werd als solomotor verkocht, maar was nadrukkelijk ook bedoeld als zijspantrekker. De machine werd in 1937 en 1938 geproduceerd.

##### Uitrusting
De M20 Tourer had een zwart frame, een groene benzinetank met bovenop het instrumentenpaneel en een snel verwijderbaar achterwiel. De driehoekige zwarte kastjes met boordgereedschap zaten hoog tegen het achterspatbord. De machine had een laaggeplaatste fishtail-uitlaat en de bagagedrager was een accessoire. Opmerkelijk was de bijna volledige afwezigheid van chroom, zoals bij de velgen en de tank. De gasbediening gebeurde met een twistgrip. 

##### Motor
De motor van de M20 was een dwarsgeplaatste luchtgekoelde staande eencilinderzijklepper met een boring van 82 mm, een slag van 94 mm en een cilinderinhoud van 496,4 cc. De compressieverhouding bedroeg 4,9:1 en het vermogen 13 pk bij 4.200 tpm, waarmee zonder zijspan een topsnelheid van ca. 100 km/h mogelijk was. De motor had een dry-sump-smeersysteem, waarbij het oliecompartiment in het carter was vervangen door een normale olietank rechts onder het zadel, naast de accu. De ontsteking en stroomvoorziening werden verzorgd door een magdyno van Lucas die door Val Page nu achter de cilinder was geplaatst en de carburateur was geleverd door Amal, twee bedrijven die eveneens in Birmingham gevestigd waren. Het distributiecarter zat rechts, waarbij de kleppen achter een klein gestyleerd plaatje verborgen waren. Via dit distributiecarter werden ook de magdyno en de oliepomp aangedreven.

##### Transmissie
Op het linker uiteinde van de krukas zat een transmissiedemper om de beide aandrijfkettingen te beschermen tegen de schokken van de motor. De primaire ketting liep in een gesloten kettingkast en dreef de meervoudige droge plaatkoppeling aan. Daarnaast zat de handgeschakelde vierversnellingsbak met kickstarter. De secundaire aandrijving geschiedde met een ketting in een open kettingscherm.

##### Rijwielgedeelte
De machine had een semi-dubbel wiegframe, met alleen dubbele buizen onder het motorblok. De voorvering werd verzorgd door de gebruikelijke parallellogramvork uit eigen productie van BSA, die werkte volgens het Girder-principe met een enkele centrale veer. De vork had twee frictiedempers, een als schokdemper en een als stuurdemper. De "achtervering" moest komen van een comfortabel geveerd zweefzadel. Voor en achter zaten trommelremmen. 

#### BSA M20 Standard en BSA M20 De Luxe
In 1939 verschenen twee versies van de M20, de M20 Standard  en de M20 De Luxe. Ze kregen allebei voetschakeling, een grijs/groene tank en een gereedschapskastje rechts tussen de buizen van het achterframe. De M20 Standard had een goedkopere deegroluitlaat en het instrumentenpaneel op de tank was er niet meer. De M20 De Luxe had nog steeds de fishtail-uitlaat en wel een instrumentenpaneel op de tank.

#### BSA M20 en W-M20 (WD M20)
1940
In 1940 was het modellenaanbod door het uitbreken van de Tweede Wereldoorlog en de oorlogsproductie die BSA moest draaien drastisch ingeperkt. Van de civiele M20-modellen bleef alleen de M20 Standard nog over, die nu eenvoudig de naam BSA M20 kreeg. De machine kostte 65 pond en 10 shilling. 
1945-1963
Tijdens de oorlog werd de civiele productie stilgelegd, maar in 1945 kwam de BSA M20 weer in het modellenaanbod. In 1948 werd het model gemoderniseerd en uitgerust met onderdelen die al gebruikt werden op de inmiddels geïntroduceerde 500cc-B33-serie, zoals de accudrager, de zilvergrijze tank het gereedschapskastje. Tegelijk werd de BSA M33 uitgebracht, een machine met een M20-frame maar een BSA B33-kopklepmotor. In juni 1948 kreeg de M20 een telescoopvork en in 1951 werd plunjer-achtervering leverbaar, maar de "starre" frames bleven tot 1954 leverbaar. In 1952 kregen de plunjervering-exemplaren de mogelijkheid om een buddyseat te monteren. Eind 1955 ging de BSA M20 officieel uit productie, maar klanten konden de machine nog steeds bestellen. In 1961 werd ze zelfs nog voorzien van een wisselstroomdynamo en de machines die de AA (de Britse wegenwacht) bestelde kregen een 12-volt-installatie, waarschijnlijk om starthulp te kunnen bieden aan 12-volt-auto's. In 1963 eindigde de productie definitief. 
De BSA W-M20 was de militaire versie van de M20 die tijdens de Tweede Wereldoorlog werd ingezet en die ook wel BSA WD M20 (War Department M20) werd genoemd. Een eerste prototype van een militaire M20 werd al in 1936 voor tests aangeboden aan het MWEE (Mechanical Warfare Experimental Establishment). Dat betekent dat Val Page al in het jaar dat hij bij BSA begon dit eerste model maakte. De machine, die toen nog K-M20 heette, zakte voor de test wegens te grote slijtage toen de zuiger al na 10.000 km aan vervanging toe was. In 1937 slaagden twee machines nipt voor de 10.000 mijl (16.000 km)-test. In 1938 kreeg de machine kritiek voor het hoge gewicht, de lage topsnelheid en de beperkte bodemvrijheid, maar pluspunten voor de betrouwbaarheid en het eenvoudige onderhoud. In 1938 werd een klein aantal groen gespoten burgerversies geleverd aan de British Army, de Royal Navy en de Royal Air Force maar pas eind 1940 kwam de order voor de levering van grote aantallen W-M20's. Dat was waarschijnlijk het gevolg van het bombardement op Coventry op 14 november 1940, waarbij de Triumph-fabriek vernietigd werd. Dat betekende dat Triumph de gekozen militaire motorfiets, de Triumph 3TW, niet kon leveren. Ook de BSA-fabriek waar de W-M20 werd gebouwd werd vernield, maar BSA bezat vanwege de grote wapen- en munitieproductie in totaal 67 fabrieken, waardoor de productie elders kon worden voortgezet. Uiteindelijk leverde BSA ruim 125.000 exemplaren tijdens de oorlog, maar nog lang daarna bleef de BSA W-M20 vanwege de beschikbaarheid van onderdelen en het eenvoudige onderhoud dienst doen als legermotor. Hier en daar zelfs tot eind jaren zestig. Het Britse leger verving de machine in 1967 door de B40 WD GB.

### Afbeeldingen M-serie zijkleppers

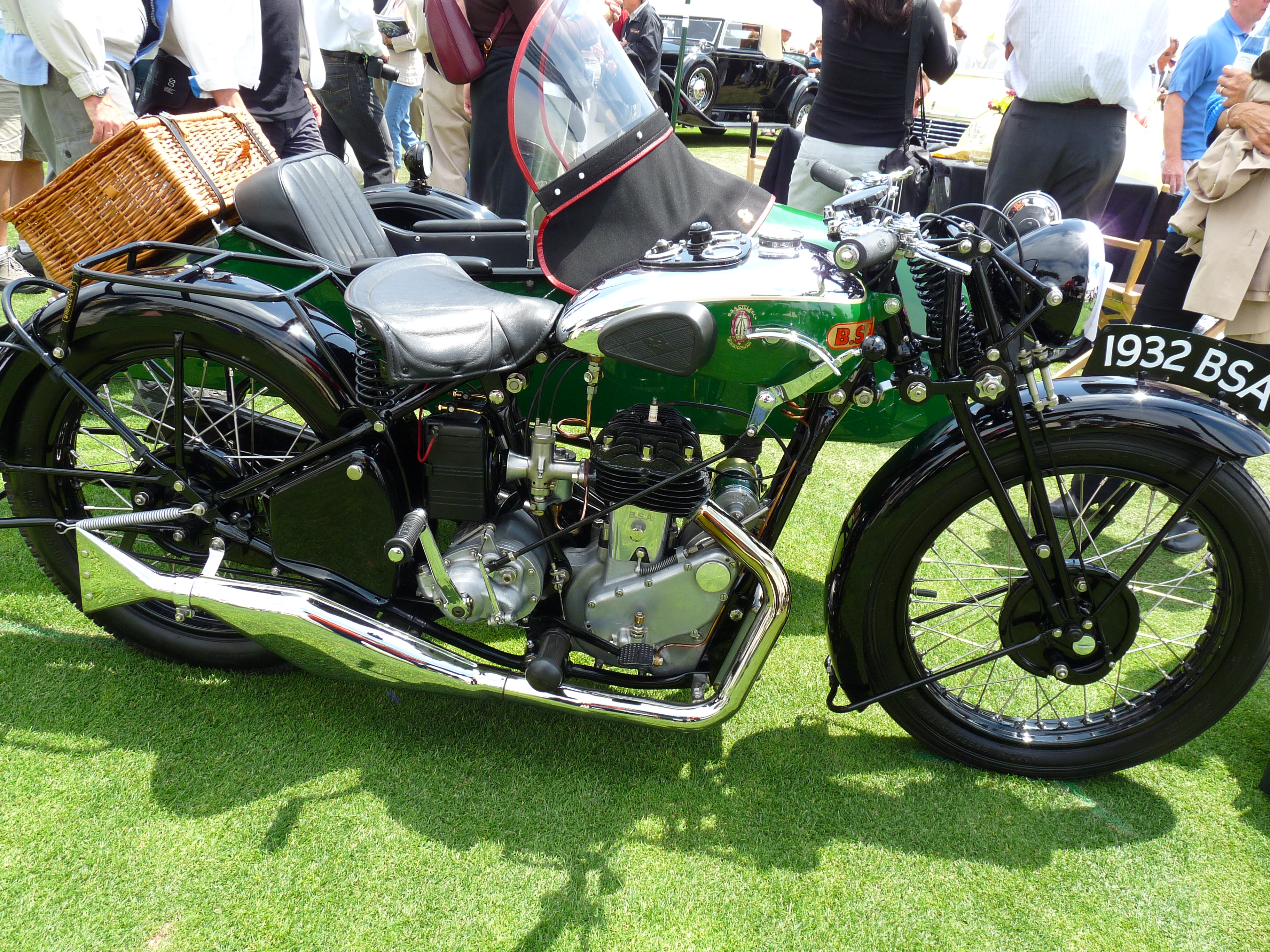
De "oude" zijklepper uit de W-serie met de magdyno nog voor de cilinder
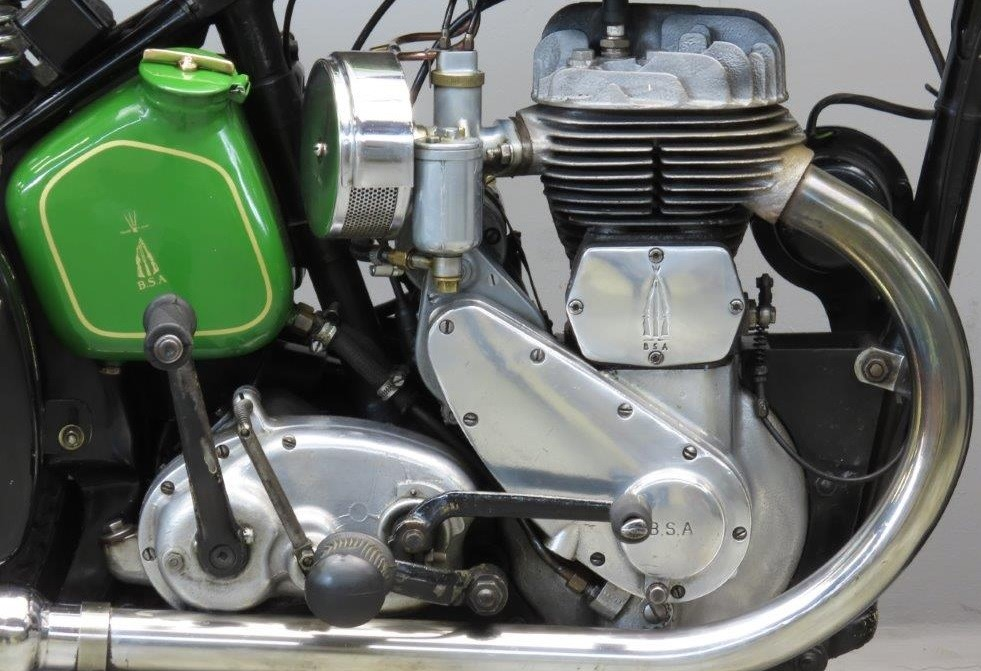
De M20-motor van Val Page met het kenmerkende vleugelvormige deksel voor de aandrijving van de magdyno, die nu achter de cilinder zat en het gestyleerde dekseltje over de kleppen. Onder het zadel zit de olietank, linksonder de vierversnellingsbak met kickstarter.
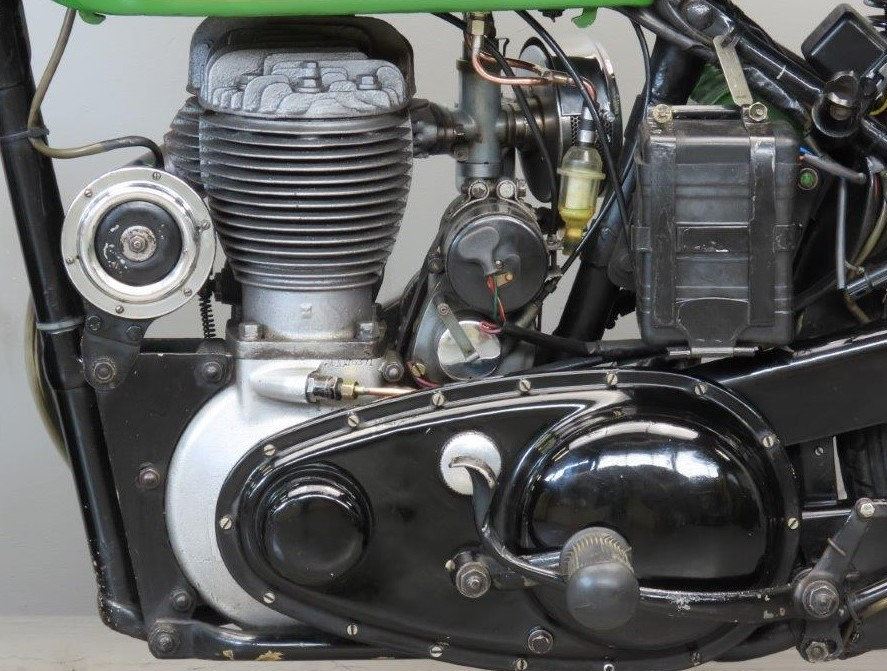
De linkerkant van de motor met links de elektrische claxon, voor op de kettingkast de uitstulping voor de transmissiedemper, achter de cilinder de magdyno en daarachter de accu.
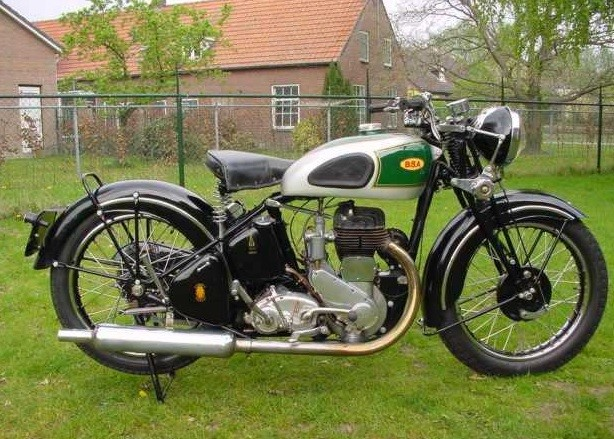
Deze BSA M20 uit 1942 is waarschijnlijk een W-M20 die bij restauratie is teruggebracht naar de civiele versie. De kleuren komen overeen met die van 1939 en 1940.
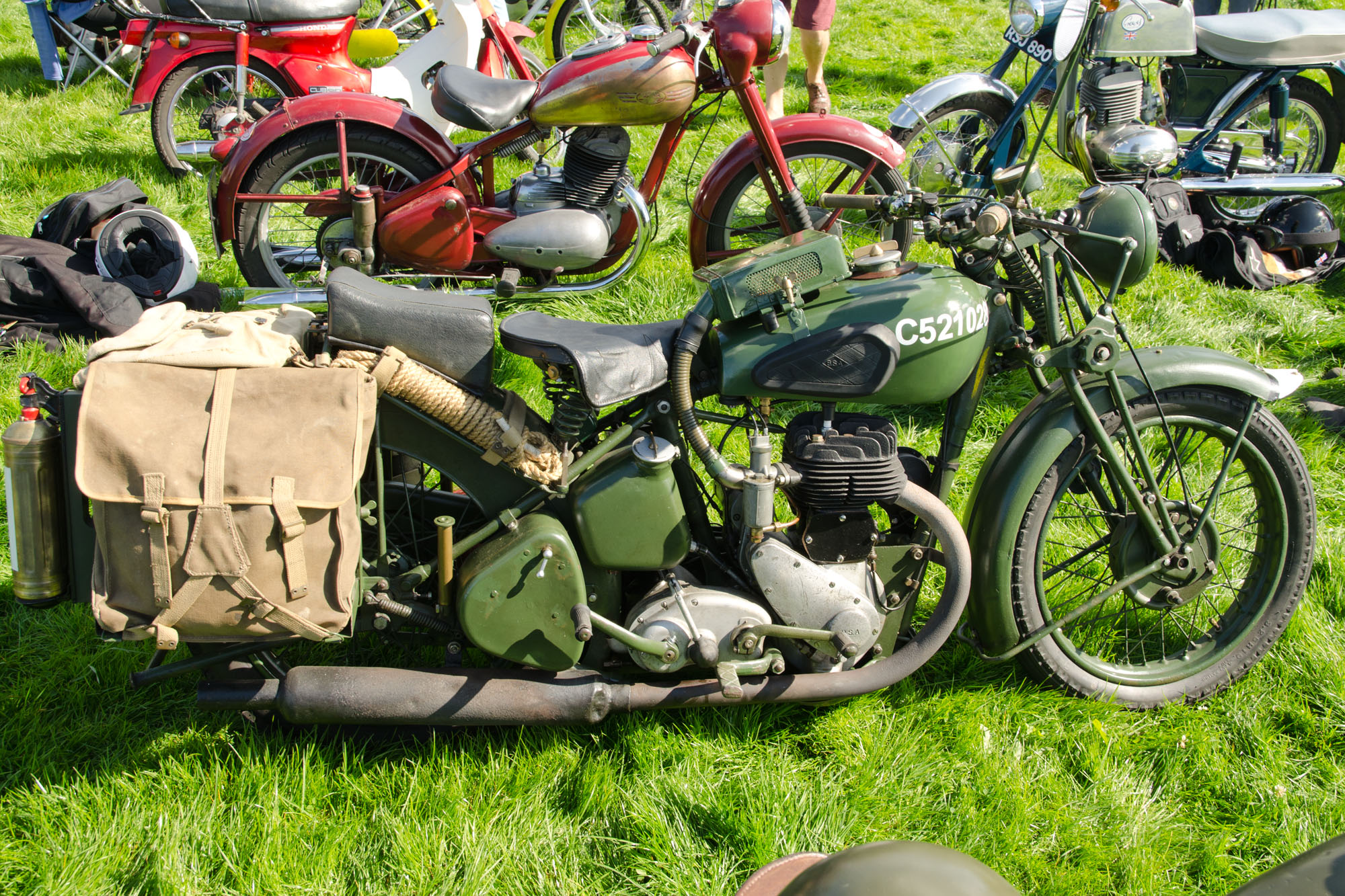
BSA W-M20 uit 1939

### Technische gegevens zijkleppers
| BSA                    | M20 Tourer                          | M20 Standard                        | M20 De Luxe                         | W-M20                               | M20                                                   |
| ---------------------- | ----------------------------------- | ----------------------------------- | ----------------------------------- | ----------------------------------- | ----------------------------------------------------- |
| Periode                | 1937-1938                           | 1939                                | 1939                                | 1940-1945                           | 1940 en 1946-1963                                     |
| Categorie              | Toer / zijspantrekker               | Toer / zijspantrekker               | Toer / zijspantrekker               | Militair                            | Toer / zijspantrekker                                 |
| Motortype              | Zijklepmotor                        | Zijklepmotor                        | Zijklepmotor                        | Zijklepmotor                        | Zijklepmotor                                          |
| Bouwwijze              | Dwarsgeplaatste staande eencilinder | Dwarsgeplaatste staande eencilinder | Dwarsgeplaatste staande eencilinder | Dwarsgeplaatste staande eencilinder | Dwarsgeplaatste staande eencilinder                   |
| Koeling                | Lucht                               | Lucht                               | Lucht                               | Lucht                               | Lucht                                                 |
| Boring                 | 82 mm                               | 82 mm                               | 82 mm                               | 82 mm                               | 82 mm                                                 |
| Slag                   | 94 mm                               | 94 mm                               | 94 mm                               | 94 mm                               | 94 mm                                                 |
| Cilinderinhoud         | 496,4 cc                            | 496,4 cc                            | 496,4 cc                            | 496,4 cc                            | 496,4 cc                                              |
| Carburateur(s)         | Amal 76                             | Amal 276                            | Amal 276                            | Amal 276                            | Amal 276, vanaf 1945: Amal Monobloc                   |
| Smeersysteem           | Dry-sumpsysteem                     | Dry-sumpsysteem                     | Dry-sumpsysteem                     | Dry-sumpsysteem                     | Dry-sumpsysteem                                       |
| Compressieverhouding   | 4,9:1                               | 4,9:1                               | 4,9:1                               | 4,9:1                               | 4,9:1                                                 |
| Max. Vermogen          | 13 pk bij 4.200 tpm                 | 13 pk bij 4.200 tpm                 | 13 pk bij 4.200 tpm                 | 13 pk bij 4.200 tpm                 | 13 pk bij 4.200 tpm                                   |
| Topsnelheid            | 100 km/h                            | 100 km/h                            | 100 km/h                            | 100 km/h                            | 100 km/h                                              |
| Primaire aandrijving   | Ketting                             | Ketting                             | Ketting                             | Ketting                             | Ketting                                               |
| Koppeling              | Meervoudige droge plaat             | Meervoudige droge plaat             | Meervoudige droge plaat             | Meervoudige droge plaat             | Meervoudige droge plaat                               |
| Versnellingen          | 4                                   | 4                                   | 4                                   | 4                                   | 4                                                     |
| Secundaire aandrijving | Ketting                             | Ketting                             | Ketting                             | Ketting                             | Ketting                                               |
| Rijwielgedeelte        | Semi-dubbel wiegframe               | Semi-dubbel wiegframe               | Semi-dubbel wiegframe               | Semi-dubbel wiegframe               | Semi-dubbel wiegframe                                 |
| Voorvork               | Girder-type BSA                     | Girder-type BSA                     | Girder-type BSA                     | Girder-type BSA                     | Girder-type BSA, vanaf 1948: telescoopvork            |
| Achtervork             | Star                                | Star                                | Star                                | Star                                | Star, vanaf 1951: plunjervering, vanaf 1958: swingarm |
| Wielbasis              | 1372 mm                             | 1372 mm                             | 1372 mm                             | 1372 mm                             | 1372 mm                                               |
| Bodemvrijheid          | 120 mm                              | 120 mm                              | 120 mm                              | 120 mm                              | 120 mm                                                |
| Remmen                 | Trommelremmen                       | Trommelremmen                       | Trommelremmen                       | Trommelremmen                       | Trommelremmen                                         |
| Tankinhoud             | 13,6 liter                          | 13,6 liter                          | 13,6 liter                          | 13,6 liter                          | 13,6 liter                                            |
| Droog gewicht          | 167 kg                              | 167 kg                              | 167 kg                              | 167 kg                              | 167 kg                                                |
| Voorganger             | W6                                  | M20 Tourer                          | M20 Tourer                          | Geen                                | M20 Standard                                          |
| Opvolger               | M20 Standard                        | M20                                 | M20                                 | Geen                                | Geen                                                  |

### M-serie kopkleppers
De kopkleppers uit de M-serie waren de opvolgers van de sportieve BSA Q-serie, die bestond uit een basismodel (Q7), een Empire Star (Q8) en de laatste Blue Star (Q21). De Q7 werd vervangen door de M22 Sports, de Empire Star door de M23 Empire Star die feitelijk ook de Blue Star verving. Terwijl de M-serie zijkleppers nog tot 1963 in productie bleven, werden de kopkleppers na de Tweede Wereldoorlog opgevolgd door de B33-serie. 

#### BSA M22 Sports
De M22 Sports volgde in 1937 de Q7 op. Er waren grote verschillen. De Q7 had een dubbel wiegframe, een boring/slagverhouding van 85 × 88 mm, de olie van het dry-sump-smeersysteem zat in een apart compartiment aan de voorkant van het carter en de magdyno die voor de ontsteking en de stroomvoorziening zorgde zat voor de cilinder. Dat werd bij de M22 Sports allemaal veranderd. De M22 Sports werd als solomotor verkocht, maar was nadrukkelijk ook bedoeld als zijspantrekker. De machine werd in 1937 en 1938 geproduceerd. In grote lijnen was het gewoon een BSA M20 Tourer met kopklepmotor, maar de M22 Sports had wel voetschakeling.

##### Uitrusting
De M22 Sports had een zwart frame, een verchroomde tank met groene zijpanelen en het instrumentenpaneel bovenop de tank. Hoewel er later twee officiële modellen kwamen (M22 en M22 Two Port) kon ook deze machine met enkele of dubbele uitlaatpoort besteld worden. Standaard had ze een enkele fishtail pipe, maar in Two Port-versie kreeg ze twee upswept pipes. Het achterwiel kon snel worden gedemonteerd. Behalve de tank kende de machine nauwelijks chroom. De gasbediening gebeurde met een twist grip. 

##### Motor
De motor van de M22 Sports was een dwarsgeplaatste luchtgekoelde staande eencilinderkopklepper met een boring van 82 mm, een slag van 94 mm en een cilinderinhoud van 496,4 cc. Het vermogen bedroeg 22 pk bij 5.400 tpm. De motor had een dry-sump-smeersysteem, waarbij het oliecompartiment in het carter was vervangen door een normale olietank rechts onder het zadel, naast de accu. De ontsteking en stroomvoorziening werden verzorgd door een magdyno van Lucas die door Val Page nu achter de cilinder was geplaatst en de carburateur was geleverd door Amal, twee bedrijven die eveneens in Birmingham gevestigd waren. Het distributiecarter zat rechts, waarbij de stoterstangen achter in een tunnel verborgen waren. Via dit distributiecarter werden ook de magdyno en de oliepomp aangedreven. De motor kon worden geleverd met een Two Port-cilinderkop en twee upswept pipes. Dat leverde qua vermogen niets extra's op. Het kostte wel gewicht maar de machine zag er van achteren symmetrisch uit. 

##### Transmissie
Op het linker uiteinde van de krukas zat een transmissiedemper om de beide aandrijfkettingen te beschermen tegen de schokken van de motor. De primaire ketting liep in een gesloten kettingkast en dreef de meervoudige droge plaatkoppeling aan. Daarnaast zat de handgeschakelde vierversnellingsbak met kickstarter. De secundaire aandrijving geschiedde met een ketting in een open kettingscherm.

##### Rijwielgedeelte
De machine had een semi-dubbel wiegframe, met alleen dubbele buizen onder het motorblok. De voorvering werd verzorgd door de gebruikelijke parallellogramvork uit eigen productie van BSA, die werkte volgens het Girder-principe met een enkele centrale veer. De vork had twee frictiedempers, een als schokdemper en een als stuurdemper. De "achtervering" moest komen van een comfortabel geveerd zweefzadel. Voor en achter zaten trommelremmen. 

#### BSA M23 Empire Star
De M23 Empire Star was in 1937 nog het absolute topmodel van BSA. Ze was eigenlijk de opvolgster van de Blue Star en in het leven geroepen ter gelegenheid van het 25-jarig jubileum van koning George V in 1936. Ze was standaard uitgerust enkele uitlaatpoort en een laaggeplaatste fishtail pipe, maar kon tegen meerprijs worden voorzien van een Two-Port-cilinderkop met twee upswept pipes. Ze had een verchroomde tank met groene flanken en een snel verwijderbaar achterwiel. De velgen waren verchroomd maar in het midden groen gespoten. De cilinder was gehard. De M23 Empire Star bleef tot en met 1938 in productie. 

#### BSA M23 Empire Star racer
In 1937 nam Wal Handley deel aan twee door de BMCRC georganiseerde races op het Brooklands. Hij gebruikte daarvoor een door Len Crisp (frame) en Jack Amott (motor) getunede M23 Empire Star met een standaard gietijzeren cilinder en cilinderkop, maar met een hoge compressie zuiger zodat de compressieverhouding op 13:1 kwam. De motor had speciale racenokkenassen, een racemagneet voor de ontsteking en liep op methanol. Handley won de eerste race met een gemiddelde van 102,27 mijl per uur en in de derde en laatste ronde reed hij 107,57 mph gemiddeld. Dit rondegemiddelde leverde BSA een "Gold Star" op, een prijs voor een rondegemiddelde van meer dan 100 mijl per uur. In de tweede race botste Handley op een tegenstander, waarbij de motorfiets onherstelbaar beschadigd werd. 

#### BSA M24 Gold Star, M24 Gold Star Competition en M24 Gold Star Track Racer
De BSA M24 Gold Star (officieel: JM 24 Gold Star) verscheen in 1938 nadat Wal Handley op Brooklands de gouden ster had verdiend. Toen Handley dat deed werkte BSA al aan de ontwikkeling van een motor met aluminium cilinder en cilinderkop. De M24 Gold Star werd in 1938 het topmodel van BSA. Deze machine kreeg de aluminium onderdelen, waarbij de stoterstangtunnel ingegoten was. Ze kreeg een elektron-versnellingsbak met voetschakeling. De framegeometrie was gelijk aan die van de andere modellen, maar het frame was opgebouwd uit Reynolds-531 buis met een hoge trekspanning. Het gereedschapskastje was vervangen door een in de bovenkant van de tank verzonken opbergruimte. Een belangrijke wijziging was de enkele uitlaatpoort met laaggeplaatste deegroluitlaat. Dat bespaarde gewicht en kostte geen vermogen. De uitlaat had een losse demper zodat ze langer en korter kon worden gemaakt voor optimale prestaties. Nu het instrumentenpaneel op de tank ontbrak, zaten de ampèremeter en de lichtschakelaar op de koplamp. De standaard Amal 76-carburateur was vervangen door een Amal 10TT-carburateur. De machine was met 82 pond en 10 shilling bijzonder duur, maar de BSA M24 Gold Star Competition, die als terreinmotor was bedoeld en een enkele upswept pipe en terreinbanden had, kostte 85 pond. Het duurste was de BSA M24 Gold Star Track Racer, met een Brooklands-fishtail pipe, hoge compressie-zuiger en racemagneet. De machine kostte 92 pond en 10 shilling.

In 1939 werden enkele wijzigingen aangebracht en ging de machine officieel "KM24 Gold Star" heten. Nu was het gereedschapskastje weer tussen de buizen van het achterframe gebouwd en het instrumentenpaneel op de tank was terug. De versnellingsbak was nu van aluminium. Het was nu standaard een close ratio-bak waarbij "normale" overbrengingsverhoudingen tegen meerprijs werden geleverd. Door de toepassing van goedkopere materialen werd de machine ook minder duur: 77 pond en 10 shilling. De laatste M24 Gold Star werd in september 1939 geleverd, opmerkelijk genoeg aan het War Office. Zo eindigde de vooroorlogse productie van de Gold Star, maar de machine zou nog een lang vervolg krijgen in de BSA Gold Star-serie van 1948 tot 1963. 

#### BSA M22 en M22 Two Port
De BSA M22 Sports was in 1937-'38 al leverbaar geweest met een enkele uitlaatpoort en tegen meerprijs met een Two Port-cilinderkop. In 1939 werden dit twee afzonderlijke modellen, de BSA M22 en de BSA M22 Two Port. 

#### BSA M23 Silver Star
Het zilveren jubileum van koning George V was intussen drie jaar voorbij, waardoor de "Empire Star" haar bestaansrecht begon te verliezen. Val Page veranderde in 1939 de naam in BSA M23 Silver Star. De kleuren werden aangepast (chroom met grijs) en de machine kreeg een laaggeplaatste deegroluitlaat en een grotere 15,9liter-tank. De M23 Silver Star werd in 1939 en 1940 geproduceerd, maar kwam na de oorlog niet terug in het assortiment. Ze werd in 1947 opgevolgd door de BSA B33.

### Afbeeldingen M-serie kopkleppers

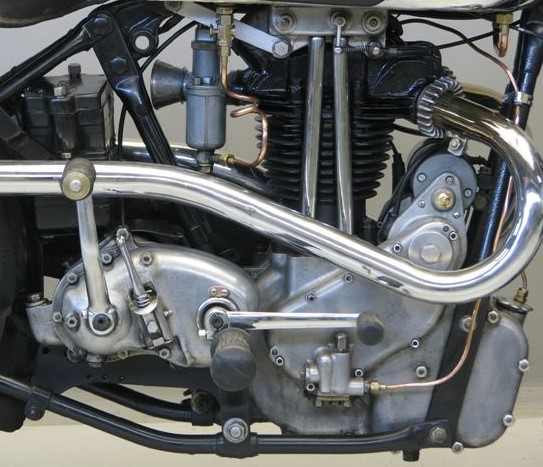
Het Twin Port-motorblok van de voorganger uit de BSA Q-serie met de zichtbare stoterstangen, de magdyno aan de voorkant en ook aan de voorkant het oliecompartiment in het carter.
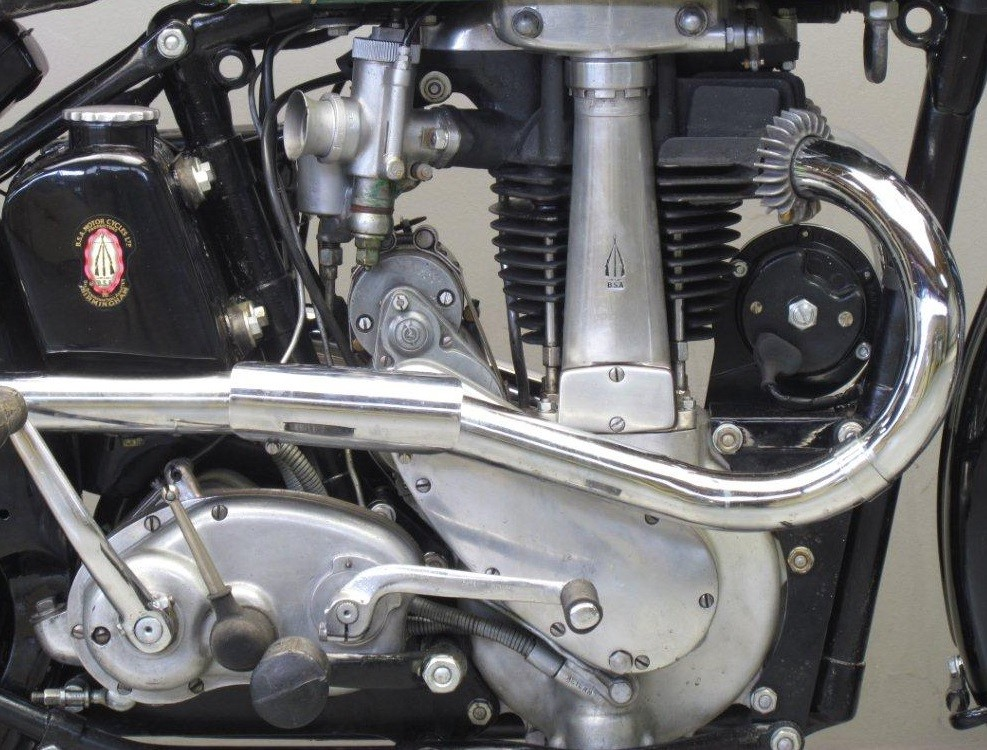
Het Twin Port-motorblok van Val Page met de afgedekte stoterstangen en de magdyno achter.
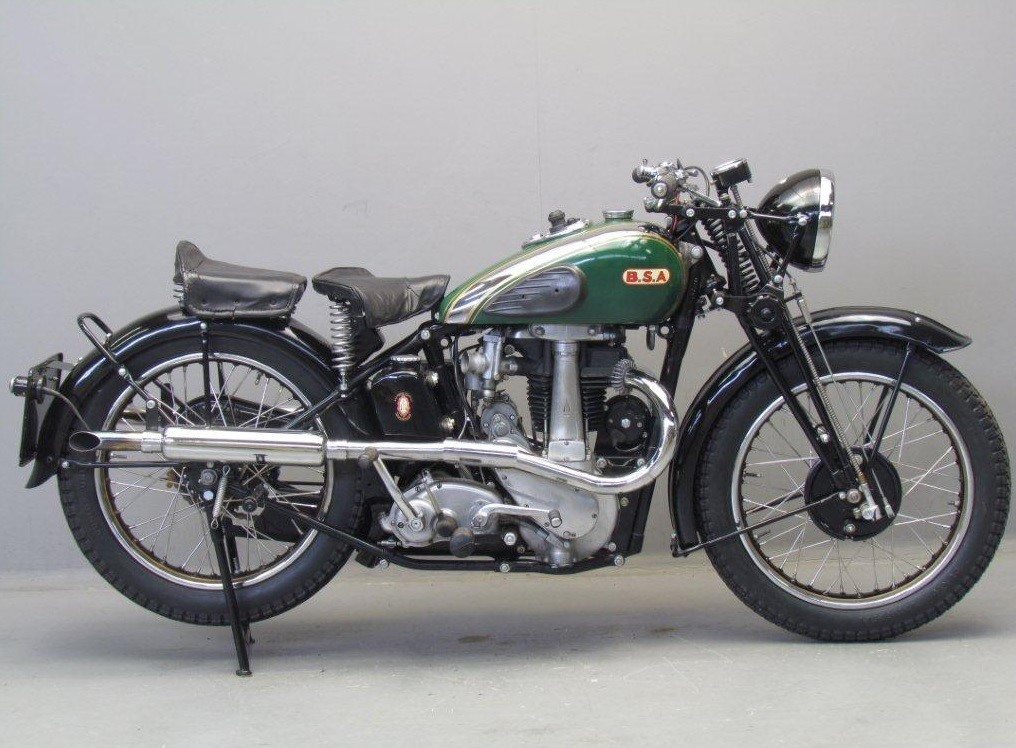
BSA M22 Sports uit 1938
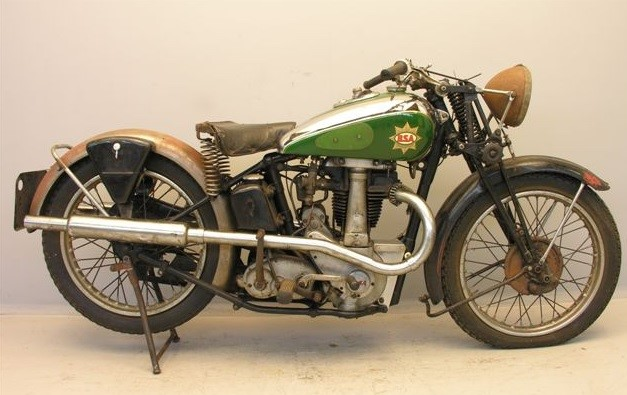
BSA M23 Empire Star uit 1938

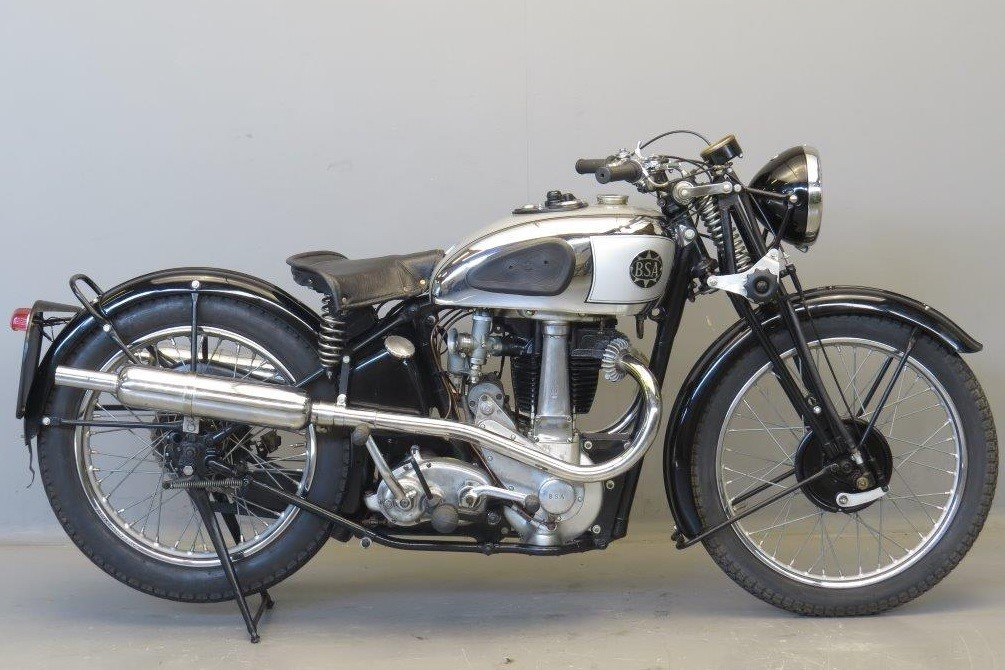
BSA M23 Silver Star uit 1939
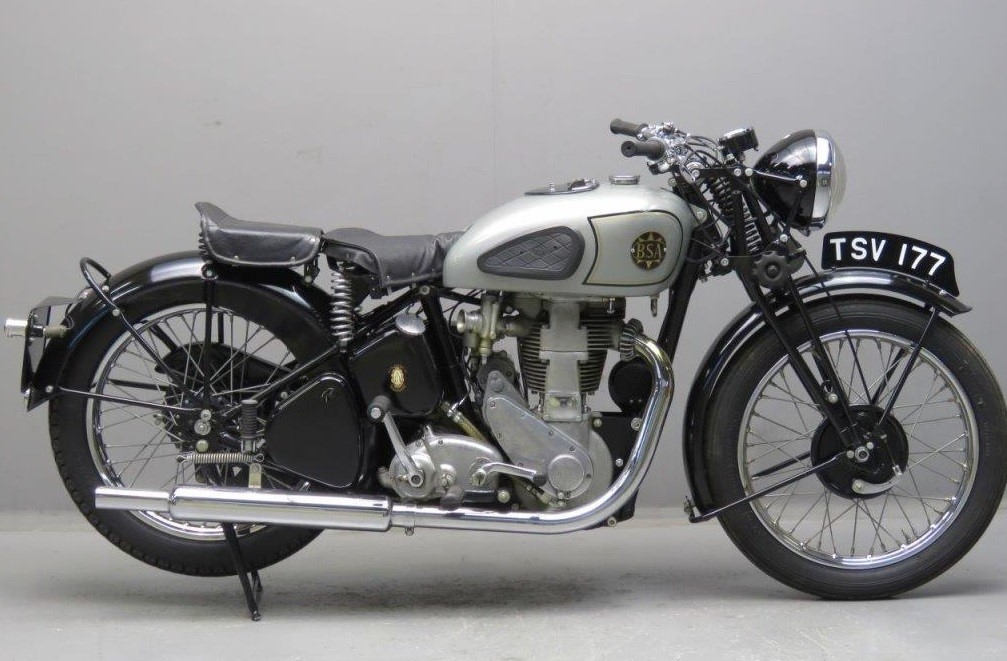
BSA M24 Gold Star uit 1939
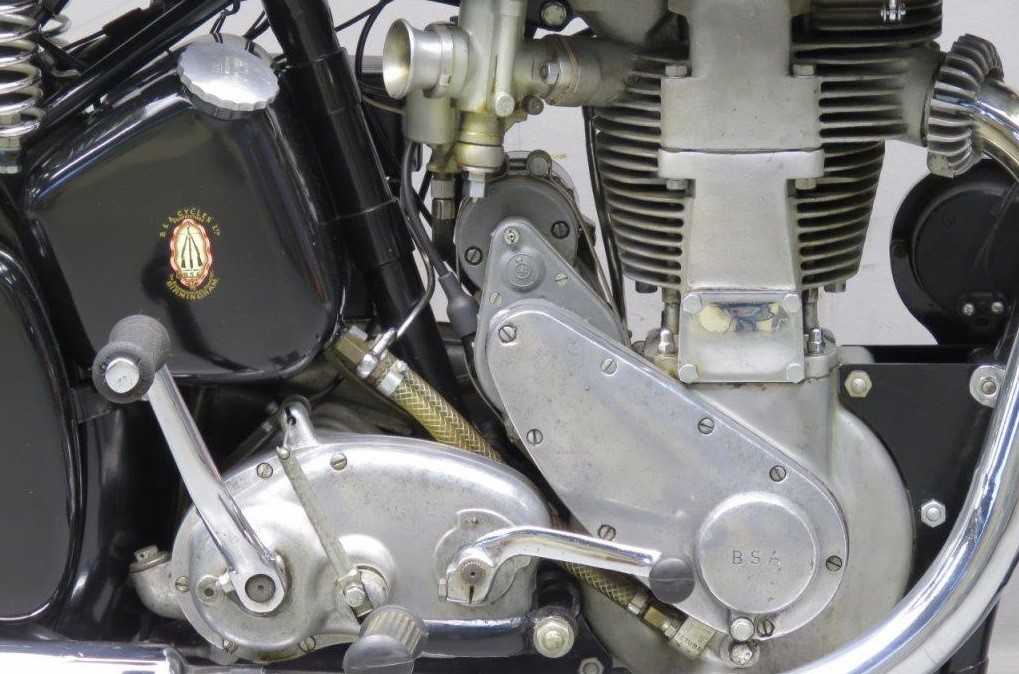
De Gold Star-motor uit 1939. De stoterstangtunnel is ingegoten in de cilinder en de cilinderkop, vandaar de geschroefde breuklijn in het midden.

### Technische gegevens kopkleppers
| BSA                    | M22 Sports                          | M23 Empire Star                     | M23 Empire Star racer               | M24 Gold Star                       | M24 Gold Star Competiton            | M24 Gold Star Track racer           | M22                                 | M22 Two Port                        | M23 Silver Star                     |
| ---------------------- | ----------------------------------- | ----------------------------------- | ----------------------------------- | ----------------------------------- | ----------------------------------- | ----------------------------------- | ----------------------------------- | ----------------------------------- | ----------------------------------- |
| Periode                | 1937-1938                           | 1937-1938                           | 1937                                | 1938-1939                           | 1938-1939                           | 1938-1939                           | 1939                                | 1939                                | 1939-1940                           |
| Categorie              | Sport / zijspantrekker              | Sport                               | Wegracer                            | Clubman                             | Terrein                             | Wegracer                            | Sport / zijspantrekker              | Sport / zijspantrekker              | Sport                               |
| Motortype              | Stoterstangen kopklepmotor          | Stoterstangen kopklepmotor          | Stoterstangen kopklepmotor          | Stoterstangen kopklepmotor          | Stoterstangen kopklepmotor          | Stoterstangen kopklepmotor          | Stoterstangen kopklepmotor          | Stoterstangen kopklepmotor          | Stoterstangen kopklepmotor          |
| Bouwwijze              | Dwarsgeplaatste staande eencilinder | Dwarsgeplaatste staande eencilinder | Dwarsgeplaatste staande eencilinder | Dwarsgeplaatste staande eencilinder | Dwarsgeplaatste staande eencilinder | Dwarsgeplaatste staande eencilinder | Dwarsgeplaatste staande eencilinder | Dwarsgeplaatste staande eencilinder | Dwarsgeplaatste staande eencilinder |
| Koeling                | Lucht                               | Lucht                               | Lucht                               | Lucht                               | Lucht                               | Lucht                               | Lucht                               | Lucht                               | Lucht                               |
| Boring                 | 82 mm                               | 82 mm                               | 82 mm                               | 82 mm                               | 82 mm                               | 82 mm                               | 82 mm                               | 82 mm                               | 82 mm                               |
| Slag                   | 94 mm                               | 94 mm                               | 94 mm                               | 94 mm                               | 94 mm                               | 94 mm                               | 94 mm                               | 94 mm                               | 94 mm                               |
| Cilinderinhoud         | 496,4 cc                            | 496,4 cc                            | 496,4 cc                            | 496,4 cc                            | 496,4 cc                            | 496,4 cc                            | 496,4 cc                            | 496,4 cc                            | 496,4 cc                            |
| Carburateur(s)         | Amal                                | Amal                                | Amal                                | Amal 10TT                           | Amal 10TT                           | Amal 10TT                           | Amal                                | Amal                                | Amal                                |
| Smeersysteem           | Dry-sumpsysteem                     | Dry-sumpsysteem                     | Dry-sumpsysteem                     | Dry-sumpsysteem                     | Dry-sumpsysteem                     | Dry-sumpsysteem                     | Dry-sumpsysteem                     | Dry-sumpsysteem                     | Dry-sumpsysteem                     |
| Max. Vermogen          | 22 pk bij 5400 tpm                  | Onbekend                            | ca.34 pk                            | 28 pk bij 5.250 tpm                 | 28 pk bij 5.250 tpm                 | Onbekend                            | 22 pk bij 5400 tpm                  | 22 pk bij 5400 tpm                  | Onbekend                            |
| Primaire aandrijving   | Ketting                             | Ketting                             | Ketting                             | Ketting                             | Ketting                             | Ketting                             | Ketting                             | Ketting                             | Ketting                             |
| Koppeling              | Meervoudige droge plaat             | Meervoudige droge plaat             | Meervoudige droge plaat             | Meervoudige droge plaat             | Meervoudige droge plaat             | Meervoudige droge plaat             | Meervoudige droge plaat             | Meervoudige droge plaat             | Meervoudige droge plaat             |
| Versnellingen          | 4                                   | 4                                   | 4                                   | 4                                   | 4                                   | 4                                   | 4                                   | 4                                   | 4                                   |
| Secundaire aandrijving | Ketting                             | Ketting                             | Ketting                             | Ketting                             | Ketting                             | Ketting                             | Ketting                             | Ketting                             | Ketting                             |
| Rijwielgedeelte        | Semi-dubbel wiegframe               | Semi-dubbel wiegframe               | Semi-dubbel wiegframe               | Semi-dubbel wiegframe               | Semi-dubbel wiegframe               | Semi-dubbel wiegframe               | Semi-dubbel wiegframe               | Semi-dubbel wiegframe               | Semi-dubbel wiegframe               |
| Voorvork               | Girder-type BSA                     | Girder-type BSA                     | Girder-type BSA                     | Girder-type BSA                     | Girder-type BSA                     | Girder-type BSA                     | Girder-type BSA                     | Girder-type BSA                     | Girder-type BSA                     |
| Achtervork             | Star                                | Star                                | Star                                | Star                                | Star                                | Star                                | Star                                | Star                                | Star                                |
| Wielbasis              | 1372 mm                             | 1372 mm                             | 1372 mm                             | 1372 mm                             | 1372 mm                             | 1372 mm                             | 1372 mm                             | 1372 mm                             | 1372 mm                             |
| Bodemvrijheid          | 120 mm                              | 120 mm                              | 120 mm                              | 120 mm                              | 120 mm                              | 120 mm                              | 120 mm                              | 120 mm                              | 120 mm                              |
| Remmen                 | Trommelremmen                       | Trommelremmen                       | Trommelremmen                       | Trommelremmen                       | Trommelremmen                       | Trommelremmen                       | Trommelremmen                       | Trommelremmen                       | Trommelremmen                       |
| Tankinhoud             | 13,6 liter                          | 13,6 liter                          | 13,6 liter                          | 13,6 liter                          | 13,6 liter                          | 13,6 liter                          | 13,6 liter                          | 13,6 liter                          | 15,9 liter                          |
| Voorganger             | Q7                                  | Q8 Empire Star                      | Q8 Empire Star                      | Geen                                | Geen                                | Geen                                | M22 Sports                          | M22 Sports                          | M23 Empire Star                     |
| Opvolger               | M22 (Two Port)                      | M23 Silver Star                     | Geen                                | ZB34 Gold Star                      | B34 Competition                     | Geen                                | B33                                 | B33                                 | B33                                 |